# Lars Erik Eriksen
Lars Erik Eriksen (29 dicembre 1954) è un ex fondista norvegese.

## Biografia
Nel 1978, ai Mondiali di Lahti, ha vinto la sua prima medaglia iridata, nella staffetta dietro Svezia e Finlandia; è arrivato 5º nella 50 km vinta da Sven-Åke Lundbäck. Ha partecipato ai XIII Giochi olimpici invernali di Lake Placid 1980 ottenendo l'argento nella staffetta dietro all'Unione Sovietica, il 4º posto nella 50 km vinta da Nikolaj Zimjatov e due decime posizioni, nella 30 km e nella 15 km.
Ai Mondiali di Oslo raggiunge il culmine della sua carriera, vincendo l'oro nella staffetta (con Ove Aunli, Pål Gunnar Mikkelsplass e Oddvar Brå), l'argento nella 30 km dietro a Thomas Eriksson e il bronzo nella 50 km vinta da Thomas Wassberg. Ai XIV Giochi olimpici invernali di Sarajevo 1984 è stato 4º nella staffetta, 6° nella 30 km e 11° nella 50 km.
In Coppa del Mondo ha esordito il 9 gennaio 1982 nella gara inaugurale della competizione, la 15 km di Reit im Winkl (18°), ha ottenuto il primo podio il 12 febbraio 1983 nella 30 km di Sarajevo (2°) e l'unica vittoria il 2 marzo 1984 nella 15 km di Lahti.

## Palmarès

### Olimpiadi
- 1 medaglia, valida anche ai fini iridati:
  - 1 argento (staffetta a Lake Placid 1980)

### Mondiali
- 4 medaglie, oltre a quella conquistata in sede olimpica e valida anche ai fini iridati:
  - 1 oro (staffetta a Oslo 1982)
  - 1 argento (30 km[1] a Oslo 1982)
  - 2 bronzi (staffetta a Lahti 1978; 50 km[1] a Oslo 1982)

### Coppa del Mondo
- Miglior piazzamento in classifica generale: 8º nel 1984
- 2 podi (individuali[2]), oltre a quelli conquistati in sede iridata e validi ai fini della Coppa del Mondo:
  - 1 vittoria
  - 1 secondo posto

#### Coppa del Mondo - vittorie
| Data         | Luogo | Paese     | Disciplina |
| ------------ | ----- | --------- | ---------- |
| 2 marzo 1984 | Lahti | Finlandia | 15 km      |

## Riconoscimenti
Nel 1984 ha ricevuto la prestigiosa Medaglia Holmenkollen insieme a Jacob Vaage e Armin Kogler.